# 機動戦士ガンダム めぐりあい宇宙
『機動戦士ガンダム めぐりあい宇宙』（きどうせんしがんだむ めぐりあいそら）は、2003年9月4日にバンダイより発売されたPlayStation 2用ゲームソフト。1982年に公開されたアニメ映画『機動戦士ガンダムIII めぐりあい宇宙編』のゲーム化であり、他にもゲームオリジナルストーリー作品を含めた歴代ガンダム作品を多数収録している。

## 作品解説
2000年12月21日にPlayStation 2用のガンダムゲーム第1弾として発売された『機動戦士ガンダム』は、劇場版『機動戦士ガンダムII 哀・戦士編』のラストであるジャブローにて終了しており、エンディングで『機動戦士ガンダム めぐりあい宇宙』に続くとアナウンスされていた。それからおよそ2年半後に発売されたのが本作である。前作はサイド7と地球での地上戦のみで、原作では宇宙戦だったルナツー前後のエピソードは省略されていたが、本作では宇宙戦のみを取り扱っており、ゲームシステムも大幅に変更されている。
劇場版同様にキャメルパトロール艦隊との戦いからア・バオア・クー攻防戦まで描かれている。また、TV版の機体やキャラクターも一部登場する。
また、本編の「ストーリーモード」以外にもオリジナルストーリーの『機動戦士ガンダム外伝 宇宙、閃光の果てに…』を収録した「サイドストーリーモード」、シャア・アズナブルやアナベル・ガトー、コウ・ウラキ、ジョニー・ライデンなどのガンダム世界のキャラクターのストーリーが楽しめる「エースパイロットモード」、オリジナルキャラクターの育成ができる「ミッションモード」、「対戦モード」などもある。
2005年2月に廉価版である『機動戦士ガンダムめぐりあい宇宙 GUNDAM THE BEST』が発売された｡

## ゲームシステム
ゲームは「ルートチューブ」と「バトルスフィア」で構成されている。
通常は『レイフォース』のようなマルチロックオン可能な強制スクロールの3Dシューティング「ルートチューブモード」だが、ライバルとの戦いでは一定範囲の3D空間を自由に動ける「バトルスフィアモード」になる。

## 登場機体

### 地球連邦軍
| モビルスーツ                     |                                     |
| 型式番号                         | 機体                                |
| RX-77-2                          | ガンキャノン                        |
| RX-75                            | ガンタンク                          |
| RX-78-2                          | ガンダム                            |
| RX-78-3                          | G-3ガンダム                         |
| RX-78-4                          | ガンダム4号機                       |
| RX-78-4[Bst]                     | ガンダム4号機[Bst]                  |
| RX-78-5                          | ガンダム5号機                       |
| RX-78-5[Bst]                     | ガンダム5号機(Bst)                  |
| RX-78NT-1                        | ガンダムNT-1                        |
| FA-78-1                          | フルアーマーガンダム                |
| RX-79BD-3                        | ブルーディスティニー3号機           |
| RX-78GP01Fb                      | ガンダム試作1号機Fb                 |
| RX-78GP03S                       | ガンダム試作3号機（ステイメン）     |
| RGM-79                           | ジム                                |
| RGM-79GS                         | ジム・コマンド                      |
| RGM-79SP                         | ジム・スナイパーII                  |
| RGM-79N                          | ジム・カスタム                      |
| RGC-83                           | ジム・キャノンII                    |
| RB-79                            | ボール                              |
| RB-79M                           | ボールK型                           |
| モビルアーマー、及びその他の兵器 |                                     |
| 型式番号                         | 機体                                |
| FF-X7                            | コア・ファイター                    |
| FF-X7[Bst]                       | コア・ブースター                    |
| RX-78                            | Gファイター                         |
|                                  | Gアーマー                           |
| FF-S3                            | セイバーフィッシュ                  |
|                                  | パブリク                            |
| FF-X7II-Fb                       | コア・ファイターII（Fb）            |
| RX-78GP03D                       | ガンダム試作3号機（デンドロビウム） |

### ジオン公国軍
| モビルスーツ                     |                                        |
| 型式番号                         | 機体                                   |
| MS-05A                           | ザクI                                  |
| MS-05B/3S                        | 黒い三連星専用ザクI                    |
| MS-06F                           | ザクII                                 |
| MS-06F/DZ                        | ドズル専用ザクII                       |
| MS-06F/JR                        | ジョニー・ライデン専用ザクII           |
| MS-06F/SM                        | シン・マツナガ専用ザクII               |
| MS-06F2                          | ザクIIF2型                             |
| MS-06FZ                          | ザクII改                               |
| MS-06FZ/FH                       | ザクII改(フリッツヘルム)               |
| MS-06S/CA                        | シャア専用ザクII                       |
| MS-06S/3S                        | 黒い三連星専用ザクII                   |
| MS-06R-1                         | 高機動型ザクII                         |
| MS-06R-1/SM                      | シン・マツナガ専用高機動型ザクII       |
| MS-06R-1A/3S                     | 黒い三連星専用高機動型ザクII           |
| MS-06R-2                         | 高機動型ザクII(後期型)                 |
| MS-06R-2/JR                      | ジョニー・ライデン専用高機動型ザクII   |
| MS-09R                           | リック・ドム                           |
| MS-09RS/AG                       | ガトー専用リック・ドム                 |
| MS-09R-2                         | リック・ドムII                         |
| MS-11                            | アクト・ザク                           |
| MS-14A                           | ゲルググ                               |
| MS-14A/AG                        | ガトー専用ゲルググ                     |
| MS-14S/CA                        | シャア専用ゲルググ                     |
| MS-14B                           | ジョニー・ライデン専用高機動型ゲルググ |
| MS-14F                           | ゲルググM                              |
| MS-14Fs                          | ゲルググM（指揮官用）                  |
| MS-14Fs/CG                       | シーマ専用ゲルググM                    |
| MS-14JG                          | ゲルググJ                              |
| MS-14JG/SM                       | シン・マツナガ専用ゲルググJ            |
| YMS-15                           | ギャン                                 |
| MS-17                            | ガルバルディα                          |
| MS-18E                           | ケンプファー                           |
| RX-79BD-2                        | ブルーディスティニー2号機              |
| RX-78GP02A                       | ガンダム試作2号機                      |
| AGX-04                           | ガーベラ・テトラ                       |
| MS-21C                           | ドラッツェ                             |
| モビルアーマー、及びその他の兵器 |                                        |
| 型式番号                         | 機体                                   |
| MA-04X                           | ザクレロ                               |
| MA-05                            | ビグロ                                 |
| MA-06                            | ヴァル・ヴァロ                         |
| MA-08                            | ビグ・ザム                             |
| MAN-03                           | ブラウ・ブロ                           |
| MAN-08                           | エルメス                               |
| MSN-02                           | ジオング                               |
| AMX-002                          | ノイエ・ジール                         |
|                                  | ガトル                                 |
|                                  | ジッコ                                 |

## 登場キャラクター

### 地球連邦軍（登場キャラクター）
- 『機動戦士ガンダム』より
  - アムロ・レイ（声 - 古谷徹）
  - ブライト・ノア（声 - 鈴置洋孝）
  - カイ・シデン（声 - 古川登志夫）
  - ハヤト・コバヤシ（声 - 鈴木清信）
  - リュウ・ホセイ（声 - 飯塚昭三）
  - スレッガー・ロウ（声 - 井上真樹夫）
  - ミライ・ヤシマ（声 - 白石冬美）
  - セイラ・マス（声 - 井上瑤）
  - フラウ・ボゥ（声 - 鵜飼るみ子）
  - ワッケイン（声 - 稲田徹）
- 『機動戦士ガンダム0083 STARDUST MEMORY』より
  - コウ・ウラキ（声 - 堀川りょう）
  - エイパー・シナプス（声 - 大塚周夫）
  - ジョン・コーウェン（声 - 渡部猛）
  - グリーン・ワイアット（声 - 田中秀幸）
  - バスク・オム（声 - 郷里大輔）
  - サウス・バニング（声 - 菅原正志）
  - チャック・キース（声 - 山田義晴）
  - ピーター・スコット（声 - 菊池正美）
  - ジャクリーヌ・シモン（声 - 荒木香恵）
  - ウィリアム・モーリス（声 - 巻島直樹）
  - アルファ・A・ベイト（声 - 戸谷公次）
  - ベルナルド・モンシア（声 - 茶風林）
- 『機動戦士ガンダム0080 ポケットの中の戦争』より
  - クリスチーナ・マッケンジー（声 - 林原めぐみ）
- 『GUNDAM THE RIDE』より
  - ジャック・ベアード（声 - 福山潤）
- 『機動戦士ガンダム外伝 THE BLUE DESTINY』より
  - ユウ・カジマ（声 - 山寺宏一）
  - モーリン・キタムラ（声 - 長沢美樹）
  - フィリップ・ヒューズ（声 - 若本規夫）※ノンクレジット
- 『機動戦士ガンダム戦記 Lost War Chronicles』より
  - ノエル・アンダーソン（声 - 那須めぐみ）
- 『機動戦士ガンダム外伝 宇宙、閃光の果てに…』より
  - フォルド・ロムフェロー（声 - 上田祐司）
  - ルース・カッセル（声 - 増谷康紀）
  - キルスティン・ロンバート（声 - 阪脩）
  - ミユ・タキザワ（声 - 釈由美子）

### ジオン公国軍（登場キャラクター）
- 『機動戦士ガンダム』より
  - シャア・アズナブル（声 - 池田秀一）
  - デギン・ソド・ザビ（声 - 柴田秀勝）
  - ギレン・ザビ（声 - 銀河万丈）
  - キシリア・ザビ（声 - 小山茉美）
  - ドズル・ザビ（声 - 玄田哲章）
  - マ・クベ（声 - 田中正彦）
  - ドレン（声 - 池田勝）
  - コンスコン（声 - 加藤治）
  - ランバ・ラル（声 - 広瀬正志）
  - ジーン（声 - 若本規夫）
  - ガデム（声 - 水鳥鐵夫）
  - ガイア（声 - 徳丸完）
  - オルテガ（声 - 二又一成）
  - マッシュ（声 - 佐藤正治）
  - トクワン（声 - 戸谷公次）※ノンクレジット
  - デミトリー（声 - 古川登志夫）※ノンクレジット
  - シャリア・ブル（声 - 筈見純）
  - ララァ・スン（声 - 潘恵子）
- 『機動戦士ガンダム0083 STARDUST MEMORY』より
  - アナベル・ガトー（声 - 大塚明夫）
  - シーマ・ガラハウ（声 - 真柴摩利）
  - ケリィ・レズナー（声 - 玄田哲章）※ノンクレジット
  - ユーリー・ハスラー（声 - 青森伸）
  - カリウス（声 - 飛田展男）
  - エギーユ・デラーズ（声 - 小林清志）
- 『機動戦士ガンダム0080 ポケットの中の戦争』より
  - バーナード・ワイズマン（声 - 辻谷耕史）
- 『MSV』より
  - ジョニー・ライデン（声 - 井上和彦）
  - シン・マツナガ（声 - 中村秀利）
- 『機動戦士ガンダム外伝 THE BLUE DESTINY』より
  - ニムバス・シュターゼン（声 - 速水奨）
- 『機動戦士ガンダム戦記 Lost War Chronicles』より
  - ユウキ・ナカサト（声 - 浅野真澄）

### 民間人・その他
- 『機動戦士ガンダム』より
  - カツ・ハウィン（声 - 白石冬美）※ノンクレジット
  - レツ・コ・ファン（声 - 鵜飼るみ子）※ノンクレジット
  - キッカ・キタモト（声 - 井上瑤）※ノンクレジット
- 『機動戦士ガンダム0083 STARDUST MEMORY』より
  - ニナ・パープルトン（声 - 佐久間レイ）
- その他
  - サラミス艦長（声 - 堀尾雅彦）
  - 兵士（声 - 掛川裕彦、 杉本ゆう、 福島潤、 仮屋昌伸）
  - ナレーション（声 - 永井一郎）

## ネットワーク対応
本作ではネットワークに対応している。直接対戦することはできないが、自分で育成、編成したデータをアップロードし、他のプレイヤーのアップロードしたデータと対戦することで擬似的に対戦が可能だった。戦績は保存され、ランキングが公表された。また、新しいMSをダウンロードすることも可能でキャスバル専用ガンダム、ウイングガンダム、ゴッドガンダム、釈専用ザク（トニーたけざきが釈由美子のためにデザインしたピンクでハートマーク入りのザク）など本編では登場しないMSが配信された。このサービスは2004年9月30日で終了した。

## 公式サイト
- PS2「機動戦士ガンダム めぐりあい宇宙」公式 - ウェイバックマシン（2007年4月29日アーカイブ分）